# Christian I, Elector de Saxonia
Christian I de Saxonia (n. 29 octombrie 1560, Dresda – d. 25 septembrie 1591, Dresda) a fost Elector de Saxonia din 1586 până în 1591. El a aparținut ramurei Albertine a Casei de Wettin.

## Biografie
A fost al șaselea, dar al doilea fiu supraviețuitor al Electorului Augustus de Saxonia și a prințesei Anna a Danemarcei. Decesul fratelui său mai mare, Alexandru (8 octombrie 1565), l-a făcut să devină noul moștenitor al Electoratului Saxoniei.

## Familie
La Dresda, la 25 aprilie 1582, Christian s-a căsătorit cu Sofia, fiica Electorului Johann Georg de Brandenburg. Ei au avut șapte copii:
1. Christian II (n. 23 septembrie 1583, Dresda – d. 23 iunie 1611, Dresda), succesor al tatălui său ca Elector.
2. Johann Georg I (n. 5 martie 1585, Dresda – d. 8 octombrie 1656, Dresda), succesor al fratelui său ca Elector.
3. Anna Sabine (n. 25 ianuarie 1586, Dresda  – d. 24 martie 1586, Dresda).
4. Sofia (n. 29 aprilie 1587, Dresda – d. 9 decembrie 1635, Stettin), căsătorită la 26 august 1610 cu Ducele Francisc I de Pomerania.
5. Elisabeta (n. 21 iulie 1588, Dresda – d. 4 martie 1589, Dresda).
6. Augustus (n. 7 septembrie 1589, Dresda  – d. 26 decembrie 1615, Naumburg), căsătorit la 1 ianuarie 1612 cu Elisabeth de Brünswick-Wolfenbüttel. Nu au avut copii.
7. Dorothea (n. 7 ianuarie 1591, Dresda – d. 17 noiembrie 1617, Quedlinburg), prințesă-stareță de Quedlinburg (1610).

## Literatură
- de  Christa Schille: Christian I.. In: Neue Deutsche Biographie (NDB). Band 3. Duncker & Humblot, Berlin 1957, p. 230 f. (full text online)
- Ilse Schunke: Beitraege zur Politik des Kurfürsten Christian I. v. Sachsen 1586-1591 vornehmlich in den Jahren 1586/89, Munich, 1922 de